# Campeonato de Primera División 1938 (Venezuela)
Dos Caminos ganó su tercer título y Unión Sport Club triunfó en la Copa Venezuela. Fue una temporada muy movida para el fútbol venezolano por la participación en los Juegos Bolivarianos de Bogotá (1938) y Juegos Centroamericanos y del Caribe de la ciudad de Panamá (1938), por lo que la Liga Venezolana de Fútbol debió preparar a estas dos selecciones, pero sin olvidar el campeonato local ni la Copa Venezuela. Además, se produjo la visita del "barco-futbolero" Jan Van Brakel (Holanda). 
Fue la primera vez que se realizaron convocatorias dentro de la Selección de fútbol de Venezuela. Con el entrenador italiano Vitorio "Mesié" Godigna, la base del equipo venezolano salió, prácticamente, del campeón Dos Caminos:
1. Teodardo "Chino" Marcano
2. José Luis Candiales
3. Fernando Ríos
4. José María Ardila
5. Hernán Mujica
6. Francisco Marcano
7. Carlos Feo
8. Reinaldo Febres Cordero
9. Félix Ochoa
10. Roberto Andara
11. Graciano Castillo

Del Deportivo Venezuela fueron convocados Pablo Corao, Waughan Salas Lozada, Mauricio "mero" Corao, Francisco Ravard y Nicasio Camero; del Unión Sport Club, Alberto "cherro" Castillo, Alberto Márquez y Leopoldo Márquez; y del Litoral OSP, Ezequiel Machado y Ramón Morales.  
Dos Caminos Sport Club

Campeón
3.er título

## Campeonato de Aragua
De acuerdo con las reseñas del diario La Esfera, participaron cuatro equipos: Aviación, Atlético Maracay Futbol Club, Unión y Deportivo Caroní de Turmero. De los pocos resultados, se conocen: Atlético Maracay Futbol Club 2, Aviación 1 - Unión 3, Atlético Maracay Futbol Club 0. El torneo empezó el 12 de junio gracias a las gestiones, entre otras personas, del secretario de la Asociación de Aragua: Max Zaidman. 
- Atlético Maracay Futbol Club:

1. M. Velasco
2. N. Nogal
3. J. Velasco
4. L. Velásquez
5. D. Figueroa
6. G. Mujica
7. A. López
8. M. Zaidman
9. G. Arévalo
10. G. Yépez
11. L. Rojas

- Aviación:

1. J. Hidalgo (peruano)
2. A. Hernández
3. E. Pico
4. Colmenares
5. E.González Ibarra
6. David Capriles
7. Méndez
8. De La Rosa
9. N.Pallota
10. Bertorelli
11. B.Prado

- Unión:

1. O. Blanco
2. F. Aciego
3. M. Pirio
4. L. Oramas
5. C. Egui
6. L. Osorio
7. G. Arcia
8. J. Rodríguez
9. F. Diez
10. M. Solórzano
11. J. Cortés